# Борисова, Елена (шашистка)
Еле́на Бори́сова (20 января 1982, Бендеры) — молдавская шашистка, международный гроссмейстер, чемпионка мира 2001 года и серебряный призёр чемпионата мира 2003 года (блиц) по русским шашкам.
Тренеры: международный гроссмейстер Моня Норель и заслуженный тренер Молдовы Иосиф Функ.
Ныне проживает в Кишинёве.